# CNN Brazil
Cable News Network Brazil (порт. CNN Brasil і скорочено CNN BR) — бразильський платний канал новин. Започаткований 15 березня 2020 року, CNN Brazil належить Novus Media, спільному підприємству Дугласа Таволаро, колишнього керівника відділу новин RecordTV, і Рубенса Меніна, власника MRV Engenharia. Novus Media має ліцензійну угоду з оригінальним каналом CNN, який належить Warner Bros. Discovery. CNN Brazil є другою місцевою франшизою CNN у Південній Америці після CNN Chile.
Головний офіс каналу знаходиться в Сан-Паулу , з офісами в Ріо-де-Жанейро та Бразиліа, є також міжнародні бюро з майже 400 журналістами.  Раніше, у 2017 році, канал співпрацював з RedeTV! і Simba Content, заснованим SBT і RecordTV, який не мав успіху. 
Програми транслюються 24 години на добу через мережі цифрового наземного телебачення, провайдерів платного телебачення в Бразилії; і послуги трансляції в прямому ефірі для закордонних глядачів.

## Історія
CNN прагнув вийти на ринок португальської мови, однієї з небагатьох, досі не охоплених багатьма афіліатами бренду по всьому світу. У 2019 році було оголошено, що мовник працюватиме в Бразилії з місцевими стратегічними партнерами. За бізнес-монтаж у Бразилії відповідали бізнесмен Рубенс Менін, який має широку та відому діяльність у цивільному будівництві та на фінансових ринках, і журналіст Дуглас Таволаро, співзасновник і генеральний директор нового каналу.   
Спочатку першими оголошеними іменами для роботи в CNN Brazil були такі компанії, як Globo, Record, BBC і Band . 4 червня 2019 року було оголошено двох колишніх ведучих TV Globo. Еварісто Коста та Вільям Ваак були найняті відповідно для ведення шоу в лондонській штаб-квартирі CNN із поєднанням журналістики та розваг, а другий – телевізійних новин у прайм-тайм з понеділка по п’ятницю. Прем'єру платного телеканалу було заплановано на друге півріччя 2019. Очікувалося, що CNN Brazil також матиме сильну присутність в Інтернеті, охоплюючи всі соціальні медіа та інноваційно розповсюджуючи журналістський контент через ці платформи. 
У вівторок, 18 червня, в офіційному профілі мовника були опубліковані зображення штаб-квартири CNN Brazil. Розташування планувалося на проспекті Пауліста, в районі Бела-Віста, навпроти станції метро Сан-Паулу Trianon-Masp. Ця будівля має понад 4,000 м2 (43,000 кв. футів) і була операційним центром Banco Real. За словами засновника-партнера та голови CNN Brazil Дугласа Таволаро, рішення відкрити майбутній новинний канал у цьому місці було «стратегічним», спрямованим на ширший підхід до аудиторії. «Ми хочемо бути частиною повсякденного життя бразильців і бути інтегрованими з аудиторією. Через це ми вирішили бути в пульсуючому центрі та листівці найбільшого міста країни, поруч із людьми», – сказав Таволаро  .
22 липня 2019 року телекомпанія оголосила про наймання пари Марі Пальма та Феліпе Сіані. 
25 липня 2019 року CNN Бразилія оголосила про прийняття на роботу свого першого чорношкірого журналіста Лучіани Баррето. 
3 серпня 2019 року журналіст Моналіса Перроне залишила TV Globo, щоб прийняти «невідмовну пропозицію» від CNN Brazil. 
Відомий телерепортер і телеведучий Рейнальдо Готтіно покинув RecordTV 16 вересня 2019 року, щоб приєднатися до CNN Brazil, став першим репортером, який не був співробітником TV Globo, який приєднався до нової телекомпанії. 
Таїс Лопес, який нещодавно брав участь у ротації місцевих ведучих JN, де виділявся та змусив CNN Brasil зустрітися 4 листопада 2019 року 

## Співробітники CNN Brazil
Анкери 
Ведучі 
Аналітики 
Коментатори
- Александр Шварцман (економіка)
- Антоніо Батіста да Сілва Джуніор (бізнес і менеджмент)
- Aod Cunha (економіка)
- Кармем Перес (економіка та агробізнес)
- Клаудія Костін (Освіта)
- Даніель Кастанхо (компанії, бізнес і менеджмент)
- Еріка Бечара (довкілля)
- Фернандо Гомес (здоров'я)
- Жоао Карлос Мартінс (культура)
- Маркос Фава Невес (економіка та агробізнес)
- Маурісіо Пестана (Право та інклюзія)
- Нека Сетубал (Менеджмент та інклюзія)
- Ніна Сілва (підприємництво та різноманітність)
- Патрісія Травассош (технологія)
- Ренан Кіналья (Різноманіття)
- Рубенс Барбоза (Бразилія у світі)
- Серхіо Вейл (економіка)

Кореспонденти
- Амеріко Мартінс (Лондон)
- Флавія Дуарте (Лондон)
- Маріана Джанякомо (Нью-Йорк)

Репортери 
Колишні інтегранти 

## Програми
| Будні        | Будні                           | Будні               |
| BRT          | Програма                        | Хост(и)             |
| ------------ | ------------------------------- | ------------------- |
| 6a-6:30a     | CNN Money                       | Тайс Ередія         |
| 6:30a-9:30a  | CNN Novo Dia                    | Рафаель Коломбо     |
| 9:30a-12:30p | Live CNN                        | Еліза Вік           |
| 12:30p-3p    | Visão CNN                       | Лучіана Баррето     |
| 3p-6p        | CNN 360°                        | Даніела Ліма        |
| 6p-8p        | CNN Arena                       | Феліпе Моура Бразил |
| 8p-10p       | CNN Prime Time                  | Марсіо Гомеш        |
| Вс, 7:50p-8p | O Grande Debate - Investimentos | Прісцила Язбек      |
| 10p-12p      | WW                              | Вільям Ваак         |
| Субота       |                                 |                     |
| BRT          | Програма                        | Хост(и)             |
| 6:0a-9:30a   | Agora CNN Sáabdo                | Ротація доповідачів |
| 9:30a-12:45p | Live CNN Sábado                 | Ротація доповідачів |
| 3p-5:45p     | CNN 360° Sábado                 | Ротація доповідачів |
| 8p-10p       | CNN Primetime Sábado            | Ротація доповідачів |
| Неділя       |                                 |                     |
| BRT          | Програма                        | Хост(и)             |
| 6a-9:30a     | Agora CNN Domingo               | Ротація доповідачів |
| 9:30a-12:15p | Live CNN Domingo                | Ротація доповідачів |
| 3p-5:15p     | CNN 360° Domingo                | Ротація доповідачів |
| 8p-10p       | CNN Primetime Domingo           | Ротація ведучих     |
| 10p-11p      | WW - Edição Especial            | Вільям Ваак         |

CNN Brasil Soft
| Програма                 | Хост(и)                         |
| ------------------------ | ------------------------------- |
| CNN Sinais Vitais        | Роберто Каліл                   |
| CNN Soft Business        | Фернандо Накагава і Феліп Сіані |
| CNN Viagem & Gastronomia | Даніела Філомено                |
| Em Alta CNN              | Марі Пальма і Феліп Сіані       |
| Entre Mundos             | Педро Андраде                   |
| Olhares Brasileiros      | Абіліо Дініс                    |
| Projeto Upload           | Стефані Флері                   |
| Universo Karnal          | Леандро Карнал                  |

Колишні програми
| програма                        | Терміни     | Хост(и)                                        |
| ------------------------------- | ----------- | ---------------------------------------------- |
| Anthony Bourdain: Parts Unknown | 2020 — 2021 | Андре Міфано                                   |
| À Prioli                        | 2021 — 2022 | Габріела Пріолі                                |
| CNN Carteira Inteligente        | 2020        | Фернандо Накагава                              |
| CNN Líderes                     | 2020        | Ракель Лендім                                  |
| CNN Produções Especiais         | 2021 — 2022 | Глорія Ванік                                   |
| CNN Sábado/Domingo              | 2020 — 2022 | Ротація ведучих                                |
| CNN Séries Originais            | 2020 — 2021 | Еварісто Коста Еліза Вік                       |
| CNN Tonight                     | 2020 — 2021 | Габріела Пріолі, Марі Пальма та Леандро Карнал |
| Dossiê CNN                      | 2020        | Моналіза Перроне                               |
| Expresso CNN                    | 2020 — 2022 | Моналіза Перроне Еліза Век і Евандро Чіні      |
| Jornal da CNN                   | 2020        | Вільям Ваак Моналіза Перроне                   |
| O Ponto                         | 2020        | Рената Агостіні та Кайо Жункейра               |
| Realidade CNN                   | 2020 — 2021 | Лучіана Баррето                                |